# Carnot, Republica Centrafricană
Carnot este un oraș din Republica Centrafricană.